# Diemar (Adelsgeschlecht)

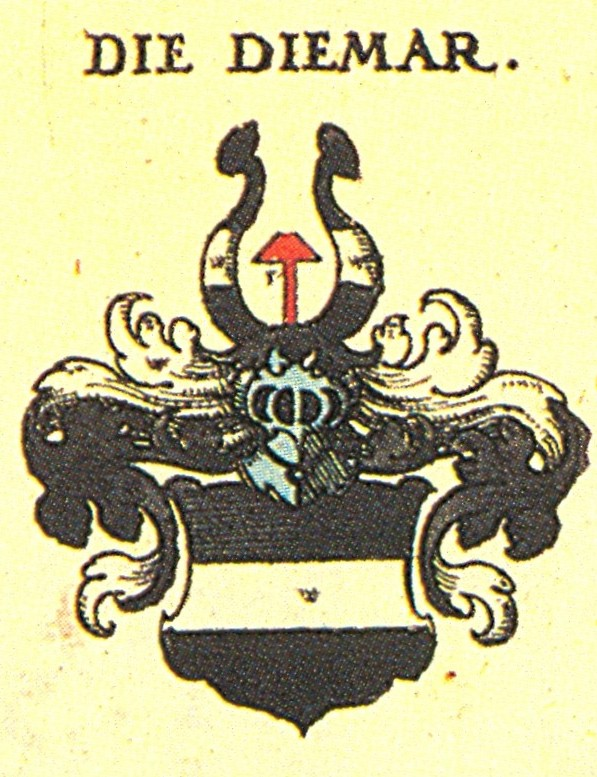
Wappen der Familie von Diemar nach Siebmachers Wappenbuch

Die Adelsfamilie von Diemar ist ein altes fränkisches Adelsgeschlecht, das seit 1474 auch im heutigen Südthüringen ansässig war.

## Geschichte
In Franken und Sachsen war die Familie begütert u. a. in Melkers 1536, Utendorf 1500, Walldorf 1500, Wasungen 1536. In Schlesien in Lang-Hermsdorf. Die Linie Freiherren von Diemar waren vornehmlich in der Gegend von Mainz begütert.
Die Diemar waren Vasallen der Grafen von Rieneck.
Als reichsfreie Ritterschaft war sie im fränkischen Ritterkanton Rhön-Werra organisiert.

## Persönlichkeiten
- Freiherr Ernst Hartmann von Diemar (1682–1754), hessen-kasselscher Regimentsinhaber, Land-Komtur des Deutschordensballei Hessen (1748–1761), KuK Generalfeldmarschall
- Johann Adam von Diemar (1674–1747), Bruder des Ernst Hartmann, königlich-polnischer und kurfürstlich-sächsischer General der Infanterie

## Wappen
Im schwarzen Schild ein silberner Balken. Auf dem Helm sind zwei Büffelhörner, die wie der Schild tingiert sind. Zwischen ihnen ein roter Nagel. Die Decken sind Schwarz Silber.